# A Cisterna
A Cisterna é um filme de suspense brasileiro de 2021, dirigido e escrito por Cristiano Vieira. Produzido pela Studio 10 Filmes e Diez Entretenimento, o filme é um thriller que acompanha o desaparecimento de uma premiada jornalista e apresentadora de televisão, a qual é sequestrada e presa em uma cisterna. É protagonizado por Fernanda Vasconcellos e conta ainda com Cristobal Tapia Montt, Luiza Guimarães e Juan Alba no elenco.

## Enredo
A premiada jornalista Lorena Ribeiro (Fernanda Vasconcellos) é reconhecida nacionalmente pela apresentação de um programa jornalístico na televisão líder de audiência. Ela se encontra em um momento pleno em sua carreira, que está em ascensão e faz denúncias importantes em seu programa, envolvendo grandes nomes da política em Brasília. Entretanto, seus planos são bruscamente interrompidos da noite para o dia quando ela é sequestrada e presa em uma cisterna no meio do mato. Fora da cisterna, o seu desaparecimento ganha repercussão e todos se perguntam sobre os motivos que impulsionaram o seu sequestro.

## Elenco
- Fernanda Vasconcellos como Lorena Ribeiro
- Cristobal Tapia Montt como Julian Ortega
- Juan Alba como Lucas
- Luiza Gruimarães como Eva
- André Araújo como Clendson
- Gabriela Correa como Judith
- Fábio Ferreira Dias como Ivan
- Felipe Lima como Beto
- Marcelo Pelucio como Delegado Josué
- Larissa Sarmento como Kelly
- Lília Tricarico como Dona Dalva
- Luciana Martuchelli como advogada
- Victor Abrão como Cameraman
- João Gott como pai de Yasmin

## Produção
A Cisterna é dirigido, escrito e produzido de forma independente por Cristiano Vieira, cineasta brasiliense conhecido por trabalhos como Um Domingo de 53 Horas e Eu Sinto Muito. O filme é produzido em parceria entre as produtoras Studio 10 Filmes, empresa do diretor do filme, e Diez Entretenimento. A produção executiva do filme é assinada por Bruno Caldas e Andréa Glória.
O filme é inspirado em fatos reais. Segundo o diretor, a protagonista do filme é inspirada em diversas mulheres mães que se submetem ao mundo machista do mercado de trabalho. O enredo também faz uma crítica aos programas de televisão brasileiros que buscam audiência a qualquer custo, incluindo a exposição de temas importantes. Em entrevista, o diretor do filme diz:

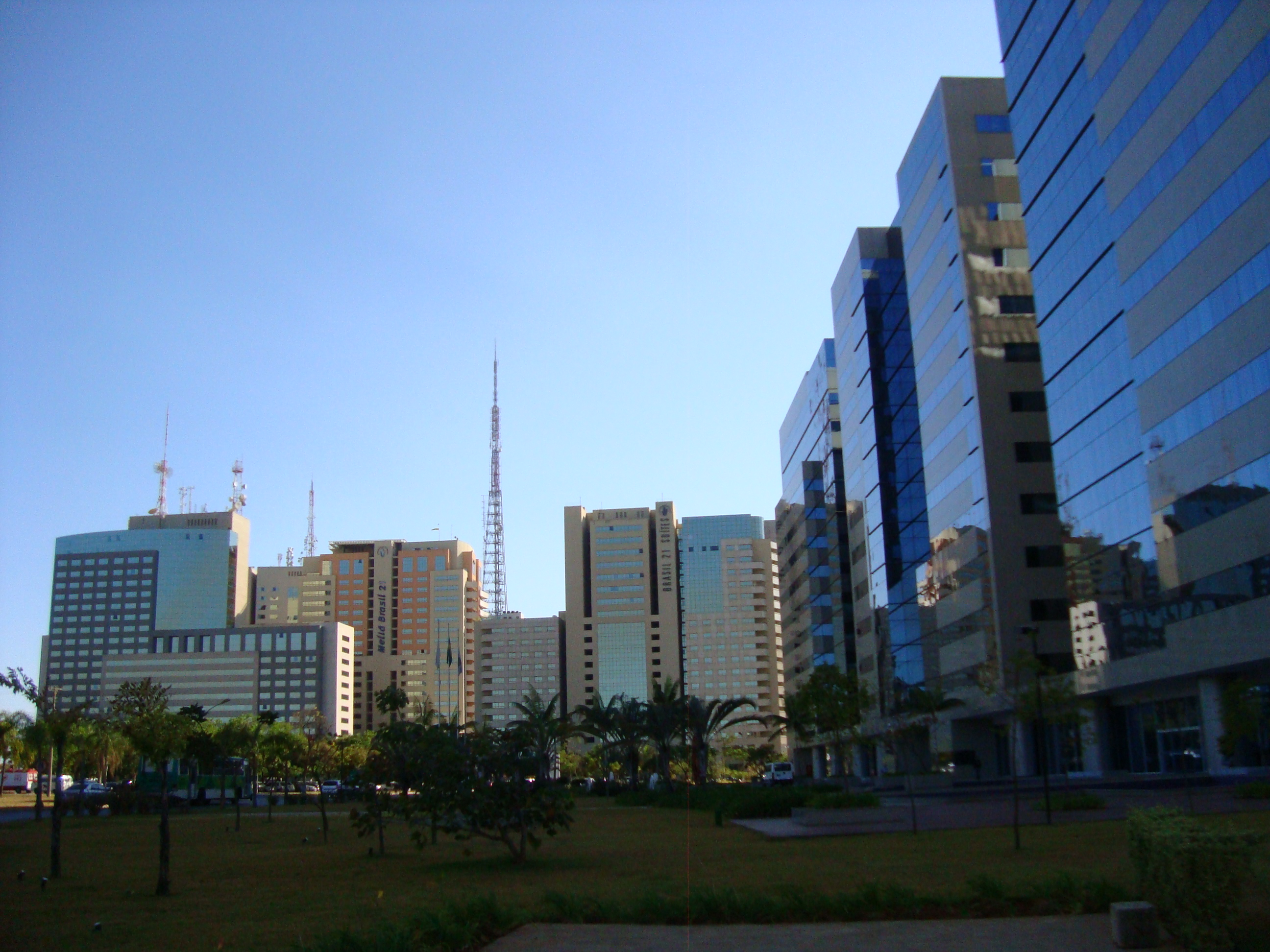
As filmagens do filme foram realizadas na capital Brasília.

As gravações do filme ocorreram durante o mês de setembro de 2019 com locações realizadas em Brasília. Fernanda Vasconcellos interpreta a protagonista do filme. Enquanto gravava o filme, ela ainda gravava ao mesmo tempo a série Coisa Mais Linda, da Netflix. Para gravar suas sequências de cenas no filme, ela passou dias gravando dentro de uma cisterna subterrânea. Segundo a atriz, foi necessária muita força e esforço físico para trabalhar na locação. Em entrevista ao website AdoroCinema em setembro de 2021, ela disse:
Além de Fernanda, integram o elenco do filme, entre outros, o ator chileno Cristobal Tapia Montt, que já atuou no filme norte-americano Gloria Bell, com Julianne Moore, e na série chilena El presidente, e também o já conhecido ator brasileiro Juan Alba, que interpreta o diretor da emissora onde trabalha a protagonista. Luíza Guimarães e André Araújo interpretam outros personagens importantes na trama.

## Lançamento

### Exibição
A Cisterna teve sua exibição nos cinemas cancelada devido a pandemia de COVID-19, que fechou as salas de cinema de todo o país. O filme teve estreia exclusiva em algumas plataformas de streaming em 9 de setembro de 2021, sendo elas o iTunes, Now, Google Play, Vivo e Oi Play. O filme foi selecionado para participar do New York Cinema Festival, nos Estados Unidos, sendo exibido a partir de 24 de setembro de 2021. Anteriormente, o filme havia sido selecionado para o Festival de Cinema de Havana, em Cuba, na edição de 2020.

### Na TV
Em 13 de fevereiro de 2022, o filme estreou na televisão sendo exibido pelo Canal Brasil.

## Recepção

### Resposta dos críticos
A Cisterna não obteve uma repercussão positiva entre os críticos de cinema. No Papo de Cinema, Bruno Carmelo deu ao filme uma classificação de 3 estrelas de 10, escrevendo: "O autor dificulta a própria tarefa com o dispositivo da cisterna. A equipe criativa encontra séria dificuldade de estabelecer alguma forma de dinâmica dentro do espaço vazio, profundo e mal iluminado. Neste caso, mostra-se incapaz de alterar os enquadramentos, imprimir ritmo às cenas, fornecer estratégias de fuga. Os instantes no local são repetitivos, transparecendo as limitações da montagem: em determinada sequência, Lorena tenta fugir durante o dia [...], encontra-se à noite quando chega ao topo [...] e depois volta ao dia quando o adversário aparece."
Jorge Cruz Júnior, em crítica publicada pelo website Apostila de Cinema, fez uma avaliação mais positiva: "A Cisterna pode até não trazer grandes elementos ou gatilhos de emoção em seu suspense, mas é um tiro certeiro ao trazer o comportamento de uma parte da imprensa diretamente responsável pela situação atual do país: aquela que transforma em pauta não só a notícia, mas que também age para julgar e condenar pessoas como se fossem personagens. Lorena terá sua lição na virada de tabuleiro do confronto agressor x vítima da pior maneira possível."
Vitor Velloso, para o Vertentes de Cinema, escreveu: "Em uma mistura de Curral (2021) com os filmes norte-americanos em torno de jornalistas, A Cisterna mostra como o “cinemão” brasileiro é diretamente dependente da fórmula estadunidense. O filme de Cristiano Vieira não se diferencia das motivações de um Spotlight: Segredos Revelados ou de um The Post – A Guerra Secreta, que é criar uma fantasia em torno do ofício jornalístico e relembrar os padrões criminosos de determinados políticos. Em suma, mostrar como a corrupção é um cancro moral que atinge a sociedade em diferentes níveis e classes."